# Твин-Пикс (Сан-Франциско)
Твин-Пикс (англ. Twin Peaks) — два больших холма высотой около 282 м, расположенные недалеко от географического центра Сан-Франциско, штат Калифорния. В пределах города эти холмы уступают по высоте только горе Дэвидсон (283 м).

## Расположение и климат
Северный и Южный Твин-Пикс, также известные как Эврика (англ. Eureka) и Ной (англ. Noe) соответственно, находятся на расстоянии около 200 м друг от друга. Бульвар Твин-Пикс проложен вокруг них «восьмеркой». Пики образуют барьер для летнего прибрежного тумана, приходящего с Тихого океана. На склонах, обращенных на запад, часто бывает туман и сильный ветер, тогда как на склонах, обращенных на восток, больше солнца и тепла. Высота каждой вершины составляет чуть более 280 м. Почвенный слой холмов тонкий, песчаный, из-за чего они подвержены эрозии.

## История

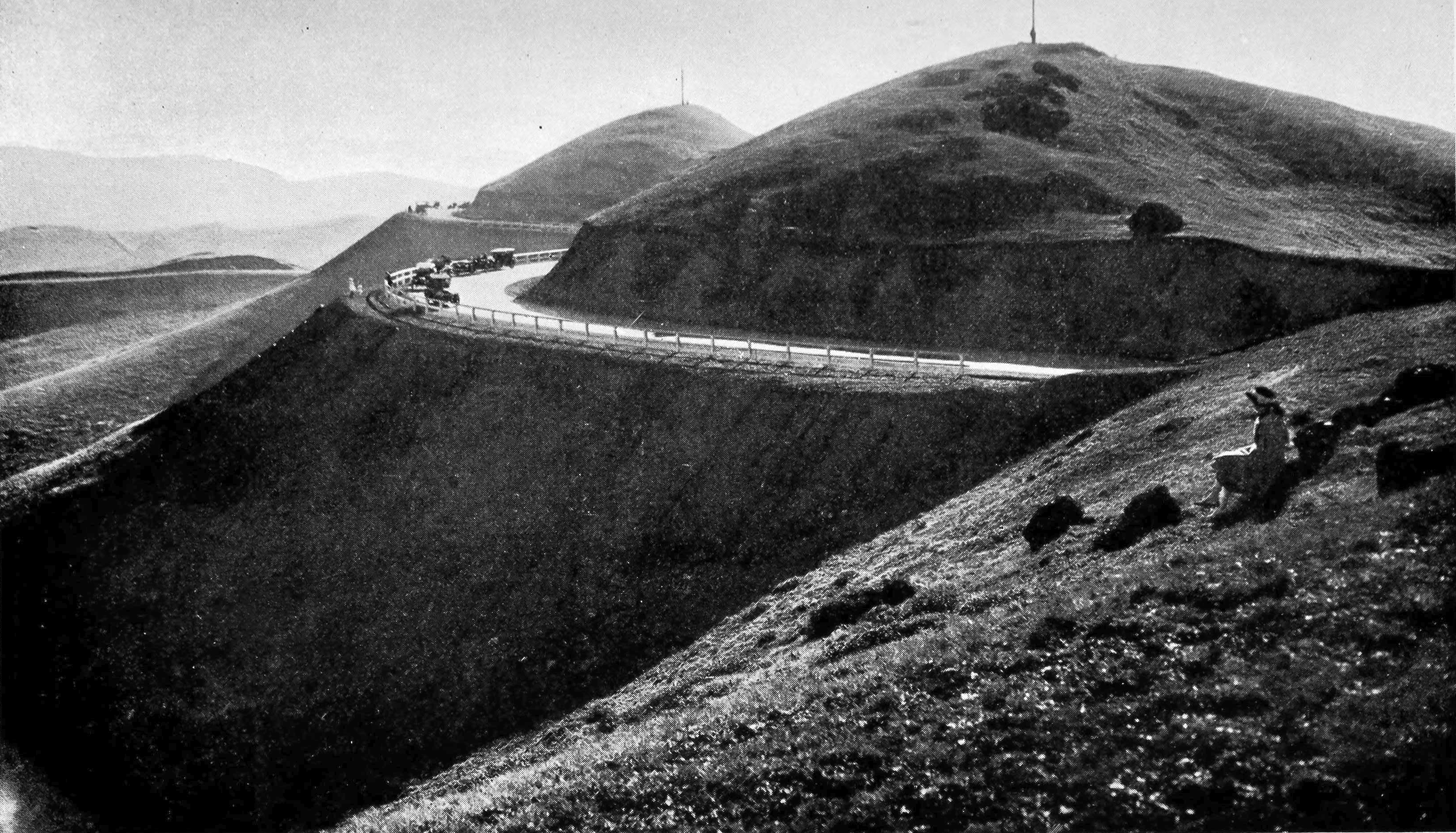
Бульвар Твин-Пикс (1920)

До прибытия европейцев коренные жители — племя олони — могли использовать Твин-Пикс в качестве смотровой площадки или охотничьего угодья. Видовое разнообразие Твин-Пикс включало лекарственные или церемониальные растения, зерно и ягоды. Когда в начале XVIII века здесь появились испанские конкистадоры и колонисты, они назвали область Лос-Печос-де-ла-Чола (с исп. — «груди индейской девы») и использовали местность для скотоводства. Когда в XIX веке Сан-Франциско перешел под контроль США, холмы были переименованы в Твин-Пикс (с англ. — «вершины-близнецы»).

## Достопримечательности
Площадка Рождественской ёлки находится в 21 м ниже Северного пика. С неё открывается живописный вид на город и залив Сан-Франциско. В хорошую погоду видимость в северном направлении составляет до 120 км — до горы Кобб, а на юго-восток вдоль долины Санта-Клара — 143 км, до горы Санта-Ана.
На севере находится одно из многочисленных водохранилищ Сан-Франциско. Им заведует Пожарная служба Сан-Франциско, водохранилище обеспечивает водой независимую систему пожаротушения, созданную после землетрясения и пожара 1906 года.
Вершины Твин-Пикс оставлены нетронутыми. Они входят в природную зону Твин-Пикс площадью 31 га, находящуюся в ведении Департамента отдыха и парков Сан-Франциско. В этих заповедных зонах сохраняются многие виды птиц, насекомых и растений, включая исчезающий вид бабочек Aricia icarioides missionensis.
Под Твин-Пикс проходит туннель Muni Metro, соединяющий центр Сан-Франциско с Западным порталом и юго-западной частью города. К вершинам не ходит общественный транспорт, ближайшей является остановка на Крестлайн-драйв рядом с тропой на холм.
У подножия Твин-Пикс располагается Академия полицейского управления Сан-Франциско.
Название «Твин-Пикс» также применяется к окрестностям холмов.